# КК Зјелона Гора
КК Зјелона Гора (пољ. Basket Zielona Góra) је пољски кошаркашки клуб из Зјелоне Горе. Из спонзорских разлога од 2012. године пун назив клуба гласи Стелмет Зјелона Гора (Stelmet Zielona Góra). У сезони 2017/18. такмичи се у Првој лиги Пољске и у ФИБА Лиги шампиона.

## Историја
Клуб је основан 1946. године. У националном првенству освојио је укупно четири титуле. Победник Купа Пољске био је 2015. и 2017. године.
Када су међународна такмичења у питању, у Еврокупу је дебитовао у сезони 2012/13. и стигао до „Топ 16“ фазе. У сезони 2013/14. такмичио се по први пут и у Евролиги, али је испао већ у првој групној фази.

## Успеси
| Такмичење                | Такмичење                | Број                     | Година                   |                          |                          |
| Национално првенство - 4 | Национално првенство - 4 | Национално првенство - 4 | Национално првенство - 4 | Национално првенство - 4 | Национално првенство - 4 |
| ------------------------ | ------------------------ | ------------------------ | ------------------------ | ------------------------ | ------------------------ |
| Прва лига Пољске         | Првак                    | 4                        | 2013, 2015, 2016, 2017.  |                          |                          |
| Прва лига Пољске         | Други                    | 1                        | 2014.                    |                          |                          |
| Национални куп - 2       |                          |                          |                          |                          |                          |
| Куп Пољске               | Победник                 | 2                        | 2015, 2017.              |                          |                          |
| Куп Пољске               | Финалиста                | 2                        | 2012, 2016.              |                          |                          |

## Познатији играчи
- Милош Бабић
- Дејан Боровњак
- Владимир Драгичевић
- Јуре Лалић
- Урош Мирковић
- Џеј Ар Рејнолдс
- Оливер Стевић
- Џејмс Флоренс
- Волтер Хоџ

## Познатији тренери
- Михаило Увалин